# Living in the Past
Living in the Past é uma semi-coletânea do Jethro Tull que traz canções inéditas, grandes sucessos e duas faixas ao vivo reunidas num álbum duplo.

## Faixas
Todas as canções por Ian Anderson, exceto onde indicado

### Disco um
1. "Song For Jeffrey" - 3:20
2. "Love Story" - 3:02
3. "Christmas Song" - 3:05
4. "Living In The Past" (Anderson/Ellis) - 3:20
5. "Driving Song" - 2:39
6. "Bourée" (Bach arr. Jethro Tull) - 3:43
7. "Sweet Dream" - 4:02
8. "Singing All Day" - 3:03
9. "Teacher" - 4:08
10. "Witch's Promise" - 3:49
11. "Inside" - 3:49
12. "Alive And Well And Living In" - 2:45
13. "Just Trying To Be" - 1:36

### Disco dois
1. "By Kind Permission Of" (ao vivo) (Evan) - 10:11
2. "Dharma For One" (ao vivo) (Anderson/Bunker) - 9:45
3. "Wond'ring Again" - 4:12
4. "Hymn 43" - 3:17
5. "Locomotive Breath" - 4:24
6. "Life Is A Long Song" - 3:18
7. "Up The 'Pool" - 3:10
8. "Dr. Bogenbroom" - 2:59
9. "For Later" - 2:06
10. "Nursie" - 1:38